# Tiana Lynn
Tiana Lynn (Tucson, Arizona; 1 de septiembre de 1983) es una actriz pornográfica y modelo erótica estadounidense retirada.

## Biografía
Tiana Lynn, nombre artístico de Deanna Lindberg, nació en la ciudad de Tucson, en el condado de Pima (Arizona), en septiembre de 1983. Cursó estudios superiores en la Universidad de Kentucky. Durante esta etapa comenzó a realizar sus primeras sesiones como modelo erótica con el fin último de llegar a ser playmate de la revista Playboy.
Comenzó su carrera como actriz pornográfica en 2003, a los 20 años de edad. Destacó, al igual que la actriz Cytherea, por su capacidad de estimulación de su punto G y por su portentosa facilidad para eyacular chorros de líquido uretral por la vagina en pleno orgasmo (squirting en inglés) en sus películas.
Ha grabado películas para productoras como Mile High, Hustler, Futureworks, Evil Angel, Baby Doll Pictures, Digital Sin, New Sensations, Adam & Eve, Vivid, Red Light District o Jules Jordan Video, entre otras. También ha grabado para Elegant Angel, compañía de la que se convirtió en 2005 como directora de producción.
En 2005 recibió su primera nominación en la categoría de Mejor escena de sexo lésbico en grupo por la película Cytherea Iz Squirtwoman. Al año siguiente recibe otras tres nominaciones en los AVN en las categorías de Mejor escena escandalosa de sexo por Swallow My Squirt; a la Mejor escena de sexo lésbico en grupo, por Supersquirt 2; y a la Mejor escena de sexo oral por Feeding Frenzy 6.
Se retiró oficialmente en febrero de 2006, si bien apareció posteriormente en casos puntuales en nuevas producciones, y habiendo grabado más de 240 películas como actriz. Su última película en su etapa oficiosa fue Swallow My Squirt 3.
Algunas películas suyas son Amateurs and First Timers 2, Big and Black 3, Craving Big Cocks 3, Double Play 2, Goin' Deep, Hot Squirts, Little Squirters, No Cocks Allowed, Outgunned, Teen Gushers o What's Up Squirt?.

## Premios y nominaciones
| Año  | Ceremonia    | Resultado | Premio                                | Trabajo                 |
| ---- | ------------ | --------- | ------------------------------------- | ----------------------- |
| 2005 | Premios AVN  | Nominada  | Mejor escena de sexo lésbico en grupo | Cytherea Iz Squirtwoman |
| 2005 | Premios XRCO | Nominada  | Orgasmic Oralist                      | —                       |
| 2006 | Premios AVN  | Nominada  | Mejor escena escandalosa de sexo      | Swallow My Squirt       |
| 2006 | Premios AVN  | Nominada  | Mejor escena de sexo lésbico en grupo | Supersquirt 2           |
| 2006 | Premios AVN  | Nominada  | Mejor escena de sexo oral             | Feeding Frenzy 6        |